# Ignis Brunensis
 (novembre 2017).

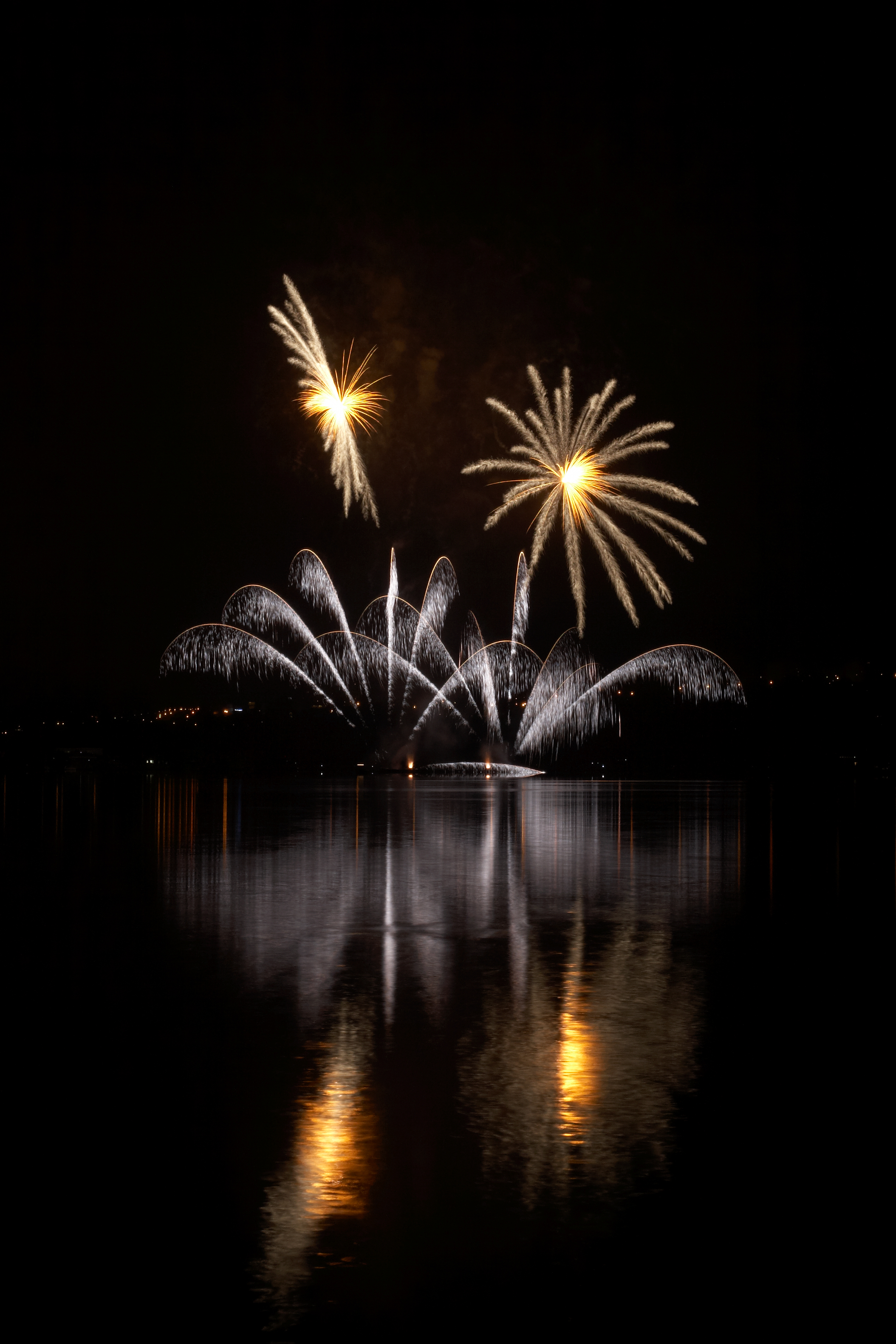
Ignis Brunensis en 2007

Ignis Brunensis est une compétition internationale de feux d'artifice organisée chaque année à la fin du mois de mai et au début du mois de juin, à Brno en République tchèque. Le nom de la compétition signifie « Le feu latin de Brno ».

## Programme
L'événement dure environ deux semaines et implique l'ensemble de la ville de Brno. Il commence par un spectacle non-concurrentiel de feux d'artifice lancé depuis le centre-ville. Par la suite, la compétition débute à l'extérieur du centre-ville, à proximité du Barrage de Brno où la réflexion de l'eau renforce les effets visuels. Chaque spectacle de feux d'artifice dure environ 22 minutes, synchronisé avec une musique diffusée par la station de radio locale. Les spectacles sont organisés, un par un, chaque mercredi et samedi. L'événement attire entre 100 000 et 200 000 visiteurs. La cérémonie de clôture consiste de nouveau en un spectacle non concurrentiel de feux d'artifice lancés depuis le centre-ville. Les musées, les châteaux et autres institutions participent également à l'événement, avec leurs propres programmes.

## Historique
Ignis Brunensis a commencé en 1998. Jusqu'en 2002, c'était soit une compétition nationale de feux d'artifice (1998, 2000, 2002), soit un événement non concurrentiel  (1999, 2001). Depuis 2003, c'est une importante compétition internationale, avec 4 ou 5 concurrents par année.

## Vainqueurs
| Année | Grand vainqueur                 | Prix de la Télévision Tchèque | Prix de la RadioTchèque | Choix du Public                         | Prix spécial du maire de Brno pour la conception de la partie obligatoire |
| 2003  | Fuegos artificiales A. Caballer | Flash Barrandov SFX           | Flash Barrandov SFX     | Fuegos artificiales A. Caballer         |                                                                           |
| 2004  | Flash Barrandov SFX             | Flash Barrandov SFX           | Flash Barrandov SFX     | Panzera                                 |                                                                           |
| 2006  | Macedo's Pirotecnia             | Macedo's Pirotecnia           | Flash Barrandov SFX     | Macedo's Pirotecnia                     |                                                                           |
| 2007  | Macedo's Pirotecnia             | Macedo's Pirotecnia           | Macedo's Pirotecnia     | Direworks for Africa                    |                                                                           |
| 2008  | Flash Barrandov SFX             | Fêtes & Feux                  | Marutamaya              | Marutamaya                              |                                                                           |
| 2009  | Grupo Luso Pirotecnia           | Pyrovision                    | Grupo Luso Pirotecnia   | Grupo Luso Pirotecnia                   |                                                                           |
| 2010  | Pyra                            | Noctiluca                     | Storm Artifices         | Flash Barrandov SFX & Theatrum Pyroboli |                                                                           |
| 2011  | Vaccalluzzo                     | Storm Artifices               | Vaccalluzzo             | Vaccalluzzo                             |                                                                           |
| 2012  | Foti International Fireworks    | Pirotecnia Ricardo Caballer   | Panda Fireworks         | Foti International Fireworks            | Panda Fireworks                                                           |
| 2013  | Sugyp                           | Sugyp                         | Surex                   | Sugyp                                   | Surex                                                                     |
| 2014  | Nanos Fireworks                 | Mirnovec Pirotehnika          | Feuerwerke Jost         | Mirnovec Pirotehnika                    | Theatrum Pyroboli                                                         |
| 2015  | Alpha Pyrotechnie               | Alpha Pyrotechnie             | Hamex Pirotehnika       | La Tirrena Fireworks                    | La Tirrena Fireworks                                                      |